# 一宮市立向山小学校
一宮市立向山小学校（いちのみやしりつ むかいやましょうがっこう）は、愛知県一宮市向山町3丁目1番地にある公立小学校。
一宮市立南部中学校の学区に含まれている。2016年（平成28年）4月時点の児童数は、1年生92名、2年生103名、3年生107名、4年生90名、5年生95名、6年生110名、特別支援学級4名の計597名。

## 教育目標
「正しく　力いっぱい伸び　共によくなろう」という校訓をもとに、よく考え、自らすすんでねばり強く、ものごとをやりぬく、きまりを守って、仲よく助け合う、命を大切にし、心も体も健康でたくましい児童を育成する。

## 沿革
- 1938年4月1日 - 一宮市第五尋常小学校として開校（児童数：486人）
- 1938年5月4日 - 開校式が行われる
- 1940年2月10日 - 奉安殿（天皇の写真を祀った建物）ができる
- 1941年4月1日 - 校名が愛知県一宮市第五国民学校となる
- 1945年7月28日 - 一宮空襲により校舎が全焼する（正門だけは現在も残る）
- 1945年9月1日 - 一宮市第四国民学校（現在の一宮市立大志小学校）の校舎を借りて授業
- 1946年6月3日 - 仮校舎ができる
- 1947年2月12日 - 学校給食が始まる
- 1947年4月1日 - 校名が一宮市立第五小学校となる（児童数：1184人）
- 1948年10月1日 - 校名が一宮市立向山小学校となる
- 1953年3月20日 - 新しい校旗ができる
- 1957年4月1日 - 児童数が最高に達する（児童数：1770人）
- 1958年3月19日 - 一宮市立富士小学校が新設され1・2年生の212人が富士小学校に転校
- 1961年7月10日 - 屋内運動場ができる
- 1964年10月2日 - 東京オリンピック聖火ランナーを公園通で出迎える[1]
- 1968年2月17日 - 校歌ができる
- 1975年4月1日 - 特殊学級ができる
- 1976年11月25日 - 東海三県学校図書館教育の読書指導部門優秀賞を受ける
- 1977年2月24日 - 交通教育センターができる（児童数：902人）
- 1978年10月4日 - 現在の北校舎ができる
- 1981年6月27日 - プールができる
- 1983年2月18日 - 現在の南校舎ができる
- 1988年1月30日 - 創立50周年記念式典が行われる（児童数：613人）
- 1992年4月1日 - 新しい教科「生活科」（1・2年生）スタート
- 1992年9月12日 - 第2土曜日が学校休業日になる
- 1994年4月1日 - 通級指導教室「やまびこ教室向山」ができる
- 1995年4月22日 - 第2土曜日に加えて、第4土曜日が学校休業日になる
- 1995年6月2日 - 縦割り班の活動が始まる
- 1998年2月23日 - 創立60周年誌発行（児童数：521人）
- 1998年4月7日 - 在籍児童数が500人を割る（児童数：497人）
- 1999年11月4日 - パソコン教室ができる
- 2000年4月7日 - 「総合的な学習の時間」が3年生以上で始まる
- 2008年5月27日 - 新屋内運動場が竣工。
- 2008年3月1日 - 創立70周年誌を発行する

## 通学区域
- 一宮字牛野北ノ切、一宮字牛野南ノ切、一宮字牛野宮前、一宮字下町西側、一宮字東片端、印田通3-5丁目、牛野通1-4丁目、北園通1-7丁目、公園通4-6丁目、古金町1・2丁目、下川田町1-5丁目、下田町、長専町、殿町1-3丁目、中町1丁目の一部、中町2丁目、八町通1・2丁目、東印田町、東長専町、襖田町、松島町、水附町、南印田町、向山町1・2丁目、柳戸町1・2丁目、大和町宮地花池字高見、大和町宮地花池字中道、向山南1丁目の一部、向山南2丁目、相生1・2丁目、下田1・2丁目、南印田1・2丁目[2]。

## 進学先中学校
- 一宮市立南部中学校

## 部活動
主に、5年生と6年生（金管バンドは4年生と5年生と6年生）の希望した児童が行っている。
- サッカー部（男子のみ）
- ミニバスケットボール部（女子のみ）
- 金管バンド